# Нёррегор, Аста
Аста Нёррегор  (норв. Asta Nørregaard; 13 августа 1853 года, Кристиания — 23 марта 1933 года, Осло) — норвежская художница — портретист, расписывала алтарь церкви Гьёвик (1882).

## Биография

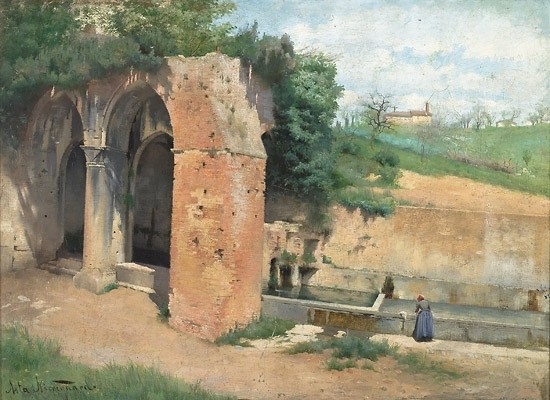
Весна на фоне древних руин, Италия

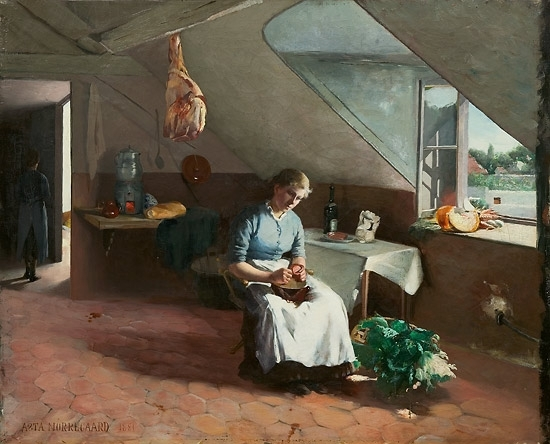
Интерьер французской кухни

Аста Нёррегор родилась 13 августа 1853 года в Христиании (ныне город Осло), Норвегия. Была дочерью капитана пехоты Ханса Петера Нёррегора (Hans Peter Nørregaard, 1818—1872) и Элизы Якобины Хессельберг (Elise Jacobine Hesselberg, 1821—1853). Аста со старшей сестрой рано осиротели, обе также остались незамужними. Аста Нёррегор получила художественное образование в школе живописи Кнуда Бергслина, там же училась и другая норвежская художница, Гарриет Баккер. В 1875—1878 годах Аста Неррегаард училась живописи в Мюнхене у художника Эйлифа Петерссена.
В 1878 году вернулась на родину и два года училась в Осло, а в 1979 году на стипендию от Фонда Шеффера получала образование в Париже. Училась в Париже с 1879 по 1884 год. В Париже познакомилась с разными направлениями в живописи — с реализмом, живописью на плэнере и импрессионизмом. В годы жизни в Париже создала импрессионистские картины «Интерьер музыкального салона» (1885), религиозное полотно «В ожидании Христа» (L’attente de Christ), которое выставлялось на Парижском Салоне 1881 года.
После возвращения в 1885 году в Осло занималась портретной живописью. Нарисовала по заказам портреты норвежских теологов Йисле Кристиана Джонсона (1885, Gisle Christian Johnson 1822—1894) и Карла Пауля Каспари (Carl Paul Caspari, 1814—1892). В 1885 году создала портрет 22-летнего Эдварда Мунка, который был первым портретом художника.
В 1887—1889 годах художница путешествовала по Италии и Франции, писала жанровые картины, импрессионистские пейзажи, фигурные композиции: «Читающая женщина у окна» (1888, Lesende dame ved vindu), «Анджело» (1888, Angelo)), «Полуночная месса во французском монастыре» (1888-89, Midnattsmesse i et fransk kloster) «Жена фермера из Нормандии» (1887-89, Bondekone fra Normandie).
С 1890 по 1905 год она рисовала в основном портреты государственных лиц, ученых и политиков и др. Всего Нёррегор написала около 300 портретов в натуральную величину.

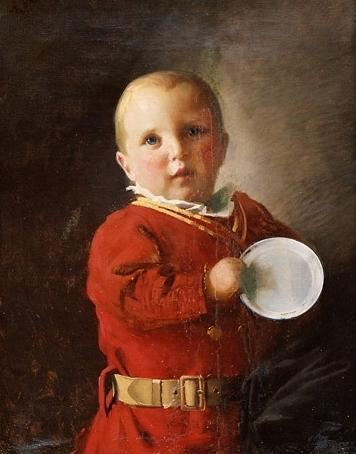
Детский портрет

В 1911 году она за свой счет составила и издала четырёхтомный иллюстрированный каталог своих произведений «Портреты». В каталог вошли 116 портретов, из них 70 выполнены пастелью. К наиболее значительным работам-портретам художницы относятся написанные по нескольку раз портреты Кристиана Биркеланда и Мартины Каппелен Хьорт (1897), портреты Томаса и Элизабет Фирнли (1892), Харальда Лёвенскольда (1905), Нильса и Марии Андресен Бутенскён (1900, 1904).
Особенностью работ художницы было что, что она для помпезности и в знак признания мужественности и уважения писала мужские портреты масляной краской, а женские и детские портреты писала пастелью. По её мнению, пастельные тона дают возможность показать чистоту, женственность и детскую непосредственность изображаемых. Созданная художницей портретная галерея стала коллективным портретом элиты норвежского общества на рубеже XX века.
Аста Нёррегор скончалась 23 марта 1933 года в возрасте 79 лет.

## Выставки
В 1893, 1903, 1913 и 1925 годах в Blomqvist Kunsthandel прошли персональные выставки Неррегаард. Аста Нёррегор также принимала участие в групповых художественных выставках: с 1881 по 1882 год выставляла картины в Парижском салоне, в 1885 году — на Всемирной выставке в Антверпене, в 1889 году — в Париже. Рисовала пейзажи, интерьеры, портреты известных норвежских политических деятелей, ученых, писателей, художников, учителей; в 1882 году украшала алтарь церкви Гьёвик.
В 1980 годах Нёррегор представлялись на выставках в Осло (1980, 1998).

## Награды
В 1920 году за свое творчество была удостоена Королевской медали За заслуги в золоте. Её работы ныне хранятся в Музее Мунка, Музее города Осло, Университете Осло, в национальной галерее в Осло
 и в частных коллекциях.

## Избранные произведения
- Paul Breder, 1879
- Anette Birch 1882
- L’attente de Christ 1881
- Maggie Plahte, 1881
- Maggie reiseklar, 1881

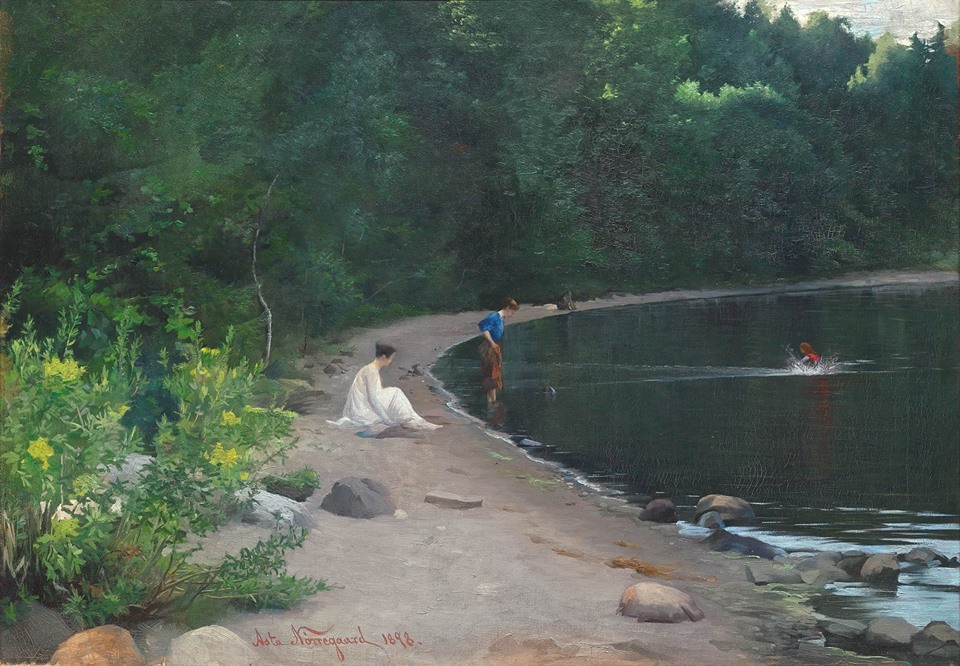
Женщины на пляже, 1898

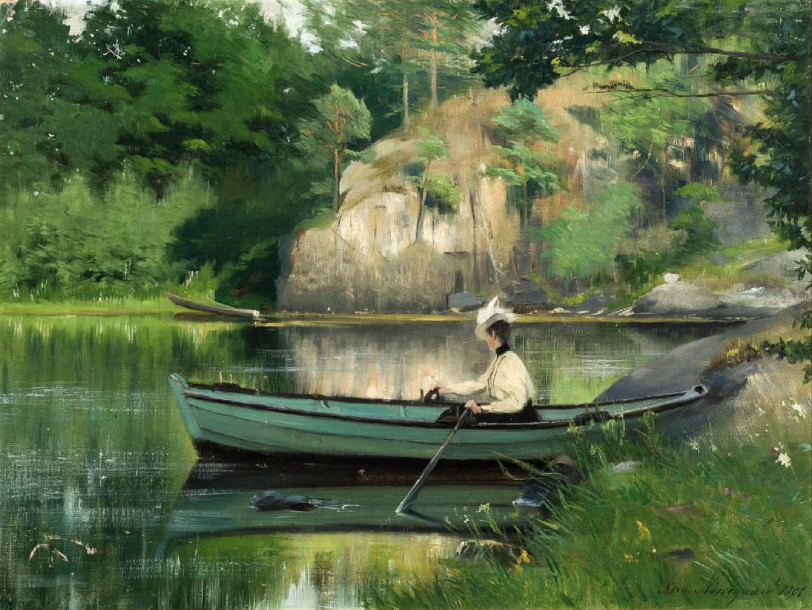
Kvinne i pram

- Asta Norregaard Fransk kjokkeninterior, 1881
- Villiers-le-Bel, 1881
- Carl Paul Caspari, 1885
- Edvard Munch, 1885
- Gisle Johnson, 1885
- Musikkinteriør, 1885
- Bondekone fra Normandie, ca. 1887-89
- Angelo, 1888
- Lesende dame ved vindu, 1888
- Midnattsmesse i et fransk kloster, 1888-89
- Elisabeth Fearnley, 1892
- Martine Cappelen Hjort, 1897
- Dagny Kiær, 1899
- Niels August Andresen Butenschøn, 1900
- Marie Andresen Butenschøn, 1904
- Harald Løvenskiold, 1905

## Портреты

Paul Breder, 1879
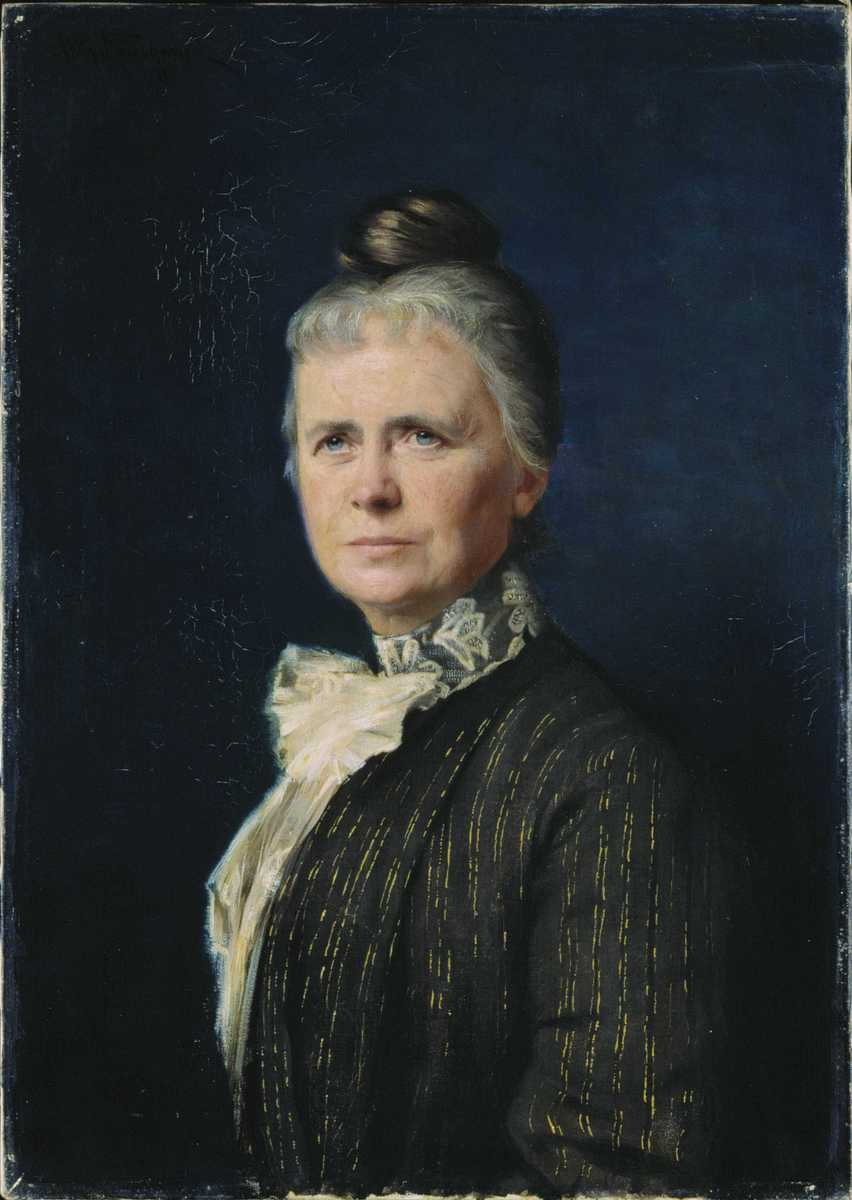
Ragna Nielsen, 1900
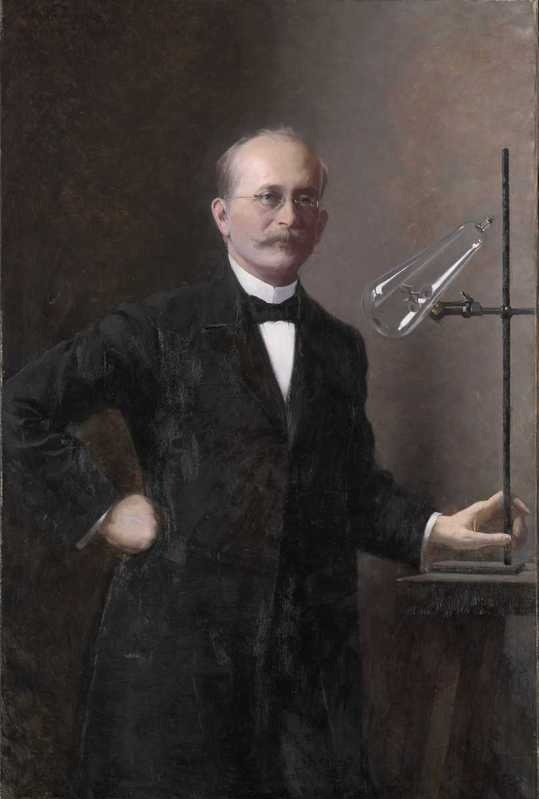
Kristian Birkeland,  1902
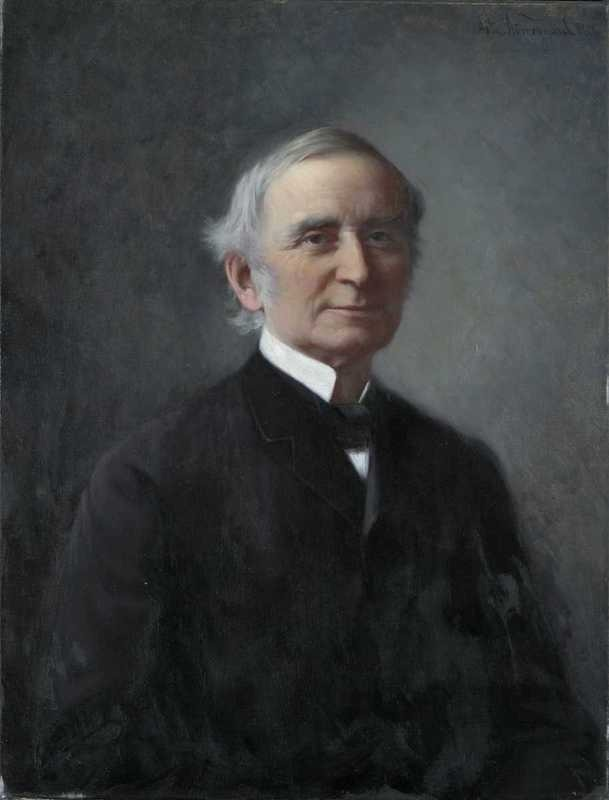
Harald Wedel-Jarlsberg, 1914
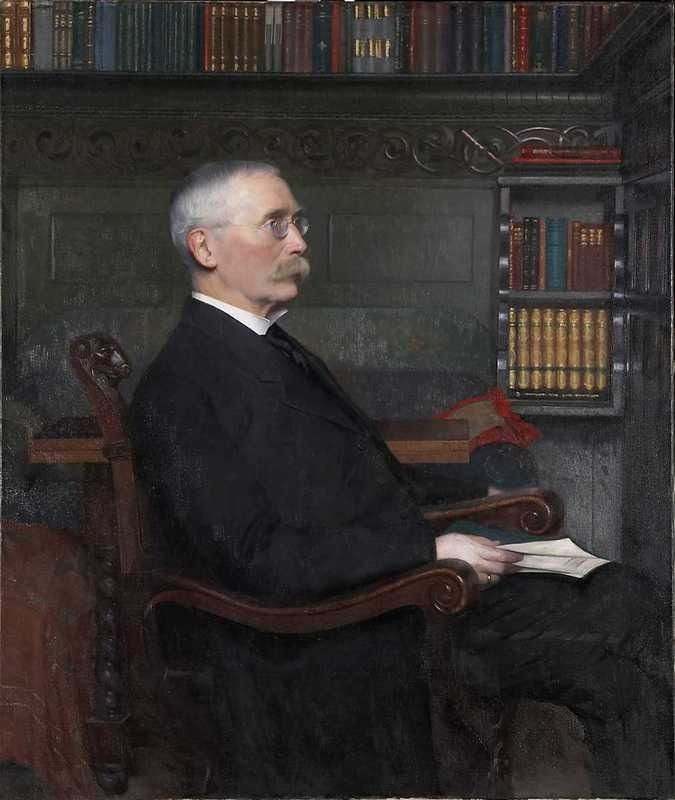
Alf Collett, 1915
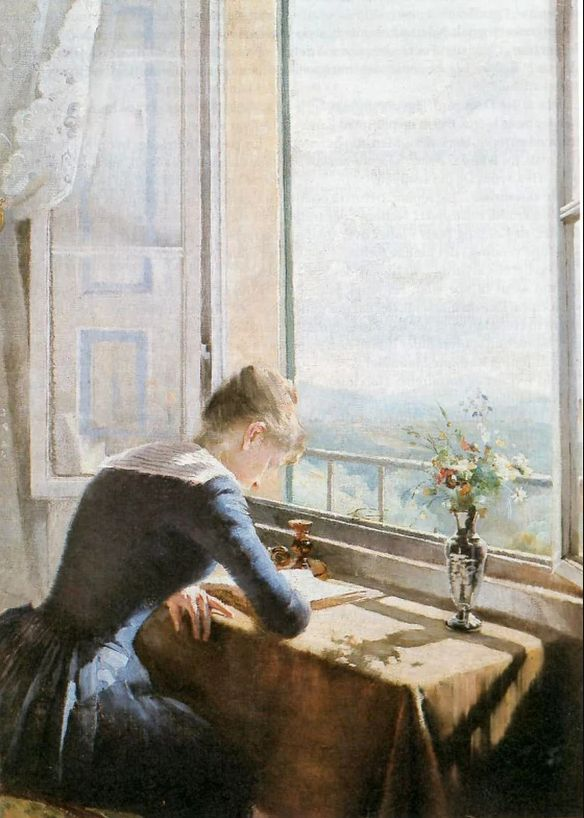
Читающая женщина у окна, 1889
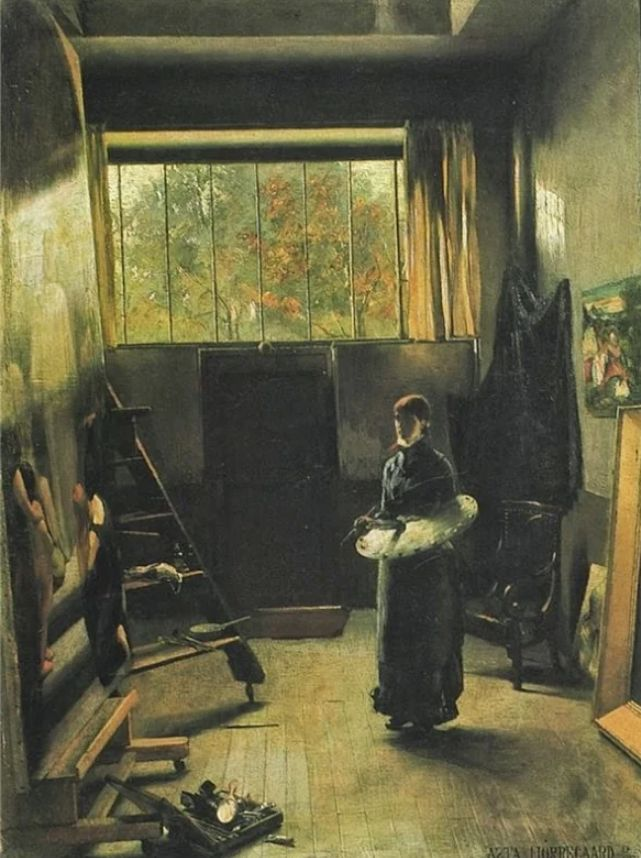
В студии, 1883
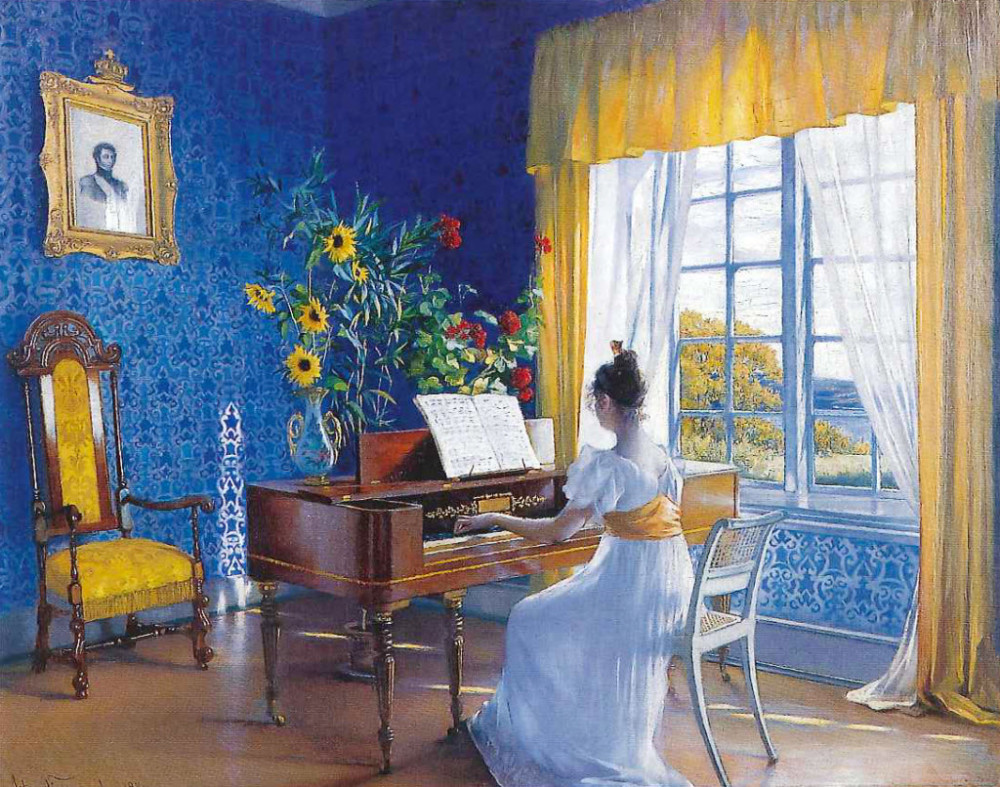
Интерьер, 1898
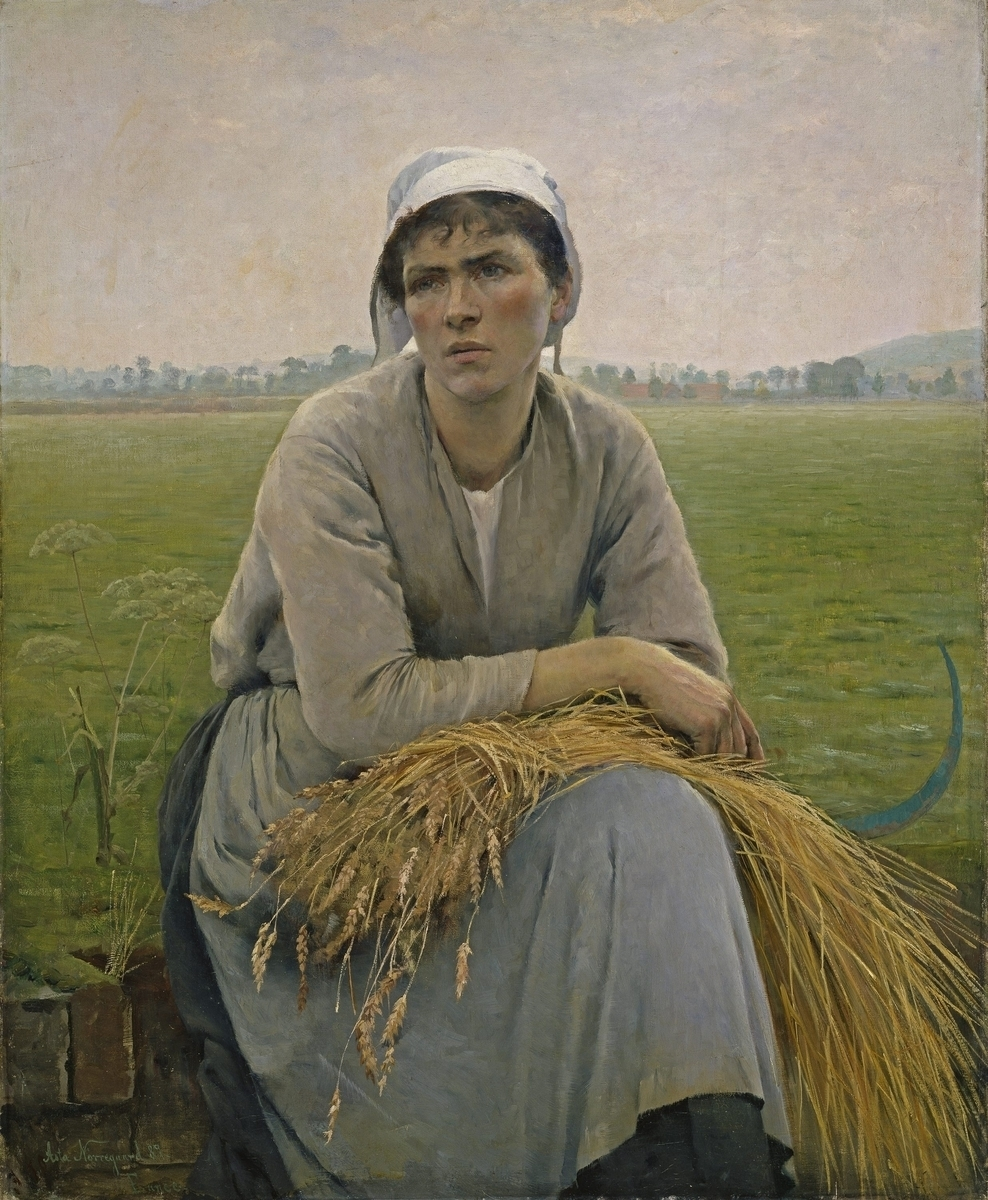
Жена фермера из Нормандии, 1889